# Aktor

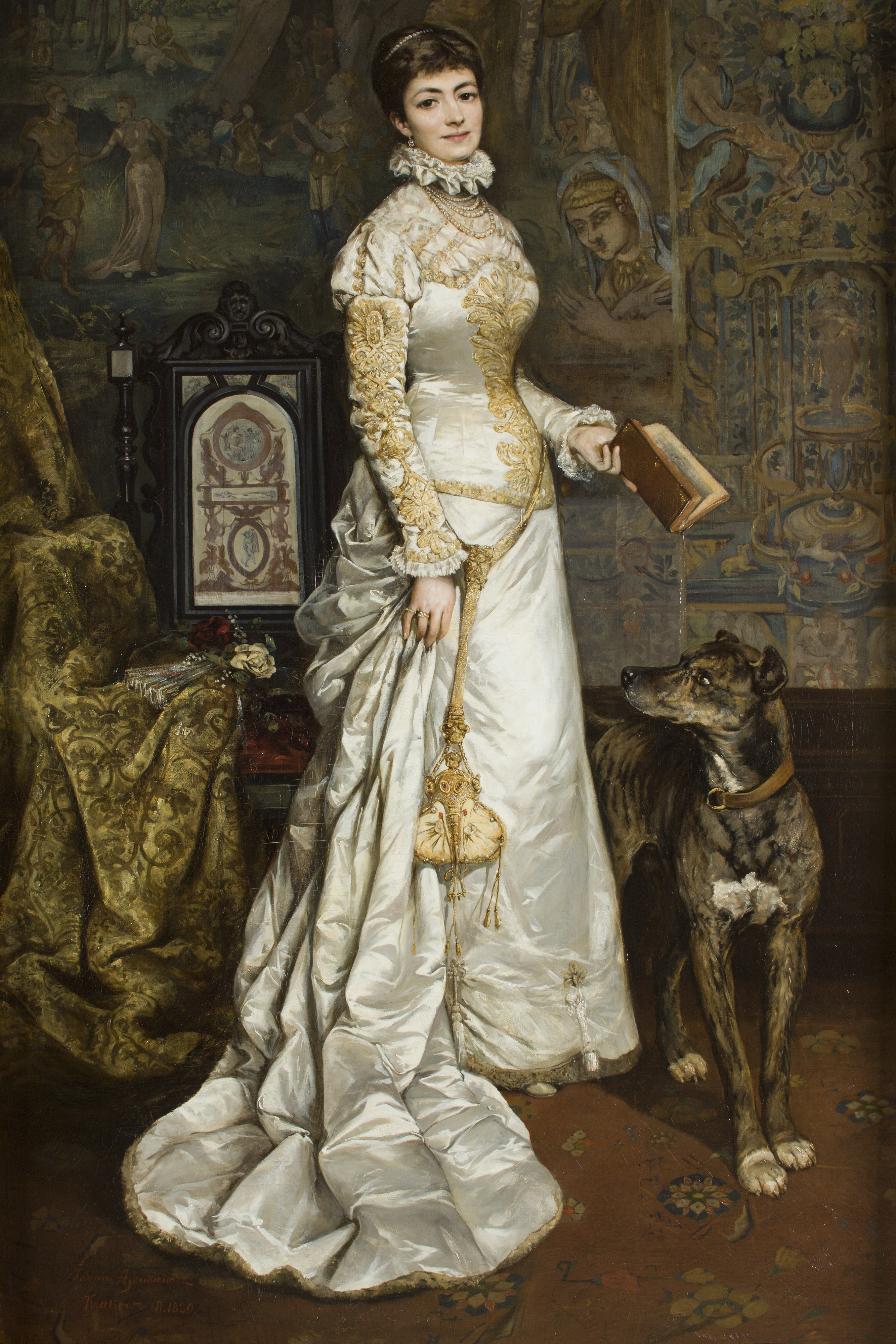
Tadeusz Ajdukiewicz, Portret Heleny Modrzejewskiej, 1880

Aktor (z łac. āctor, od agere „działać”) – osoba odgrywająca za pomocą szczególnego zachowania, technik cielesnych i głosowych rolę w serialu, w teatrze i w filmie. Od zwykłego człowieka odróżnia go ze strony samego aktora świadomość gry, ze strony widzów – szczególny sposób traktowania osoby jako aktora. Wobec widza istnieje na sposób dwoisty, jako odtwarzana postać, w którą się tymczasowo wciela, i zarazem jako żywy człowiek, posiadający własną rzeczywistą tożsamość i biografię.

## Historia
W czasach starożytnych, w 534 p.n.e., grecki poeta, twórca tragedii i aktor Tespis wprowadził w swej sztuce, obok chóru, pierwszego aktora. Wystawienie jej odbyło się podczas Wielkich Dionizjów (prawdopodobnie 23 października) i tym samym stał się on pierwszym, który wypowiedział tekst nie w trzeciej osobie, ale jako postać z przedstawienia. Zrewolucjonizowało to sposób prezentowania opowieści: przedtem używano chórów, narratora, nie odgrywano jednak roli postaci. Pomiędzy aktorem a chórem lub aktorem a koryfeuszem zaistniała możliwość prowadzenia dialogu, mógł się więc pojawić konflikt dramatyczny. Drugiego aktora wprowadził Ajschylos, a trzeciego – Sofokles.

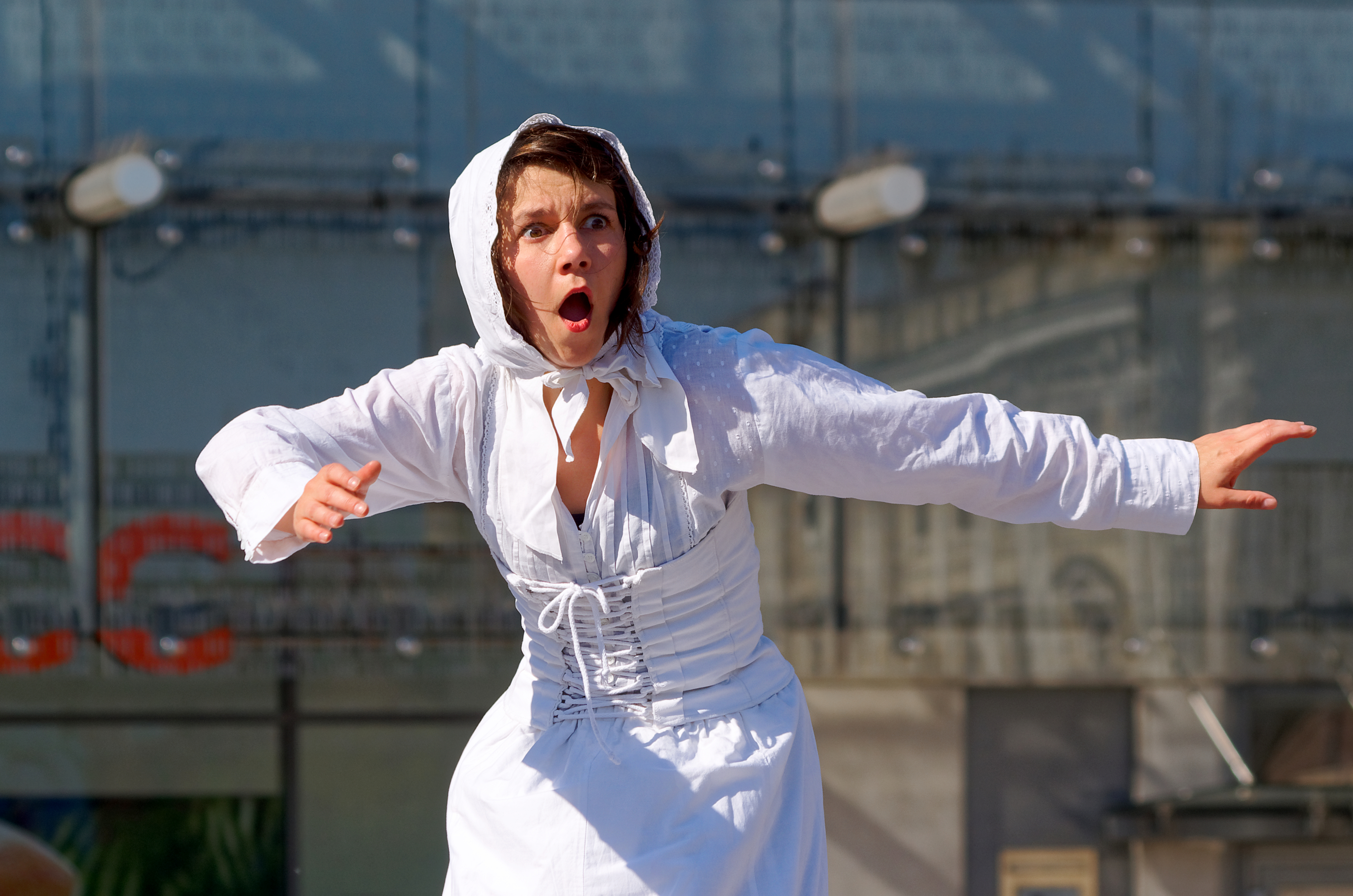
Aktorka Krakowskiego Teatru Ulicznego Scena Kalejdoskop w czasie przedstawienia „Serce Don Juana”

## Sztuka aktorska

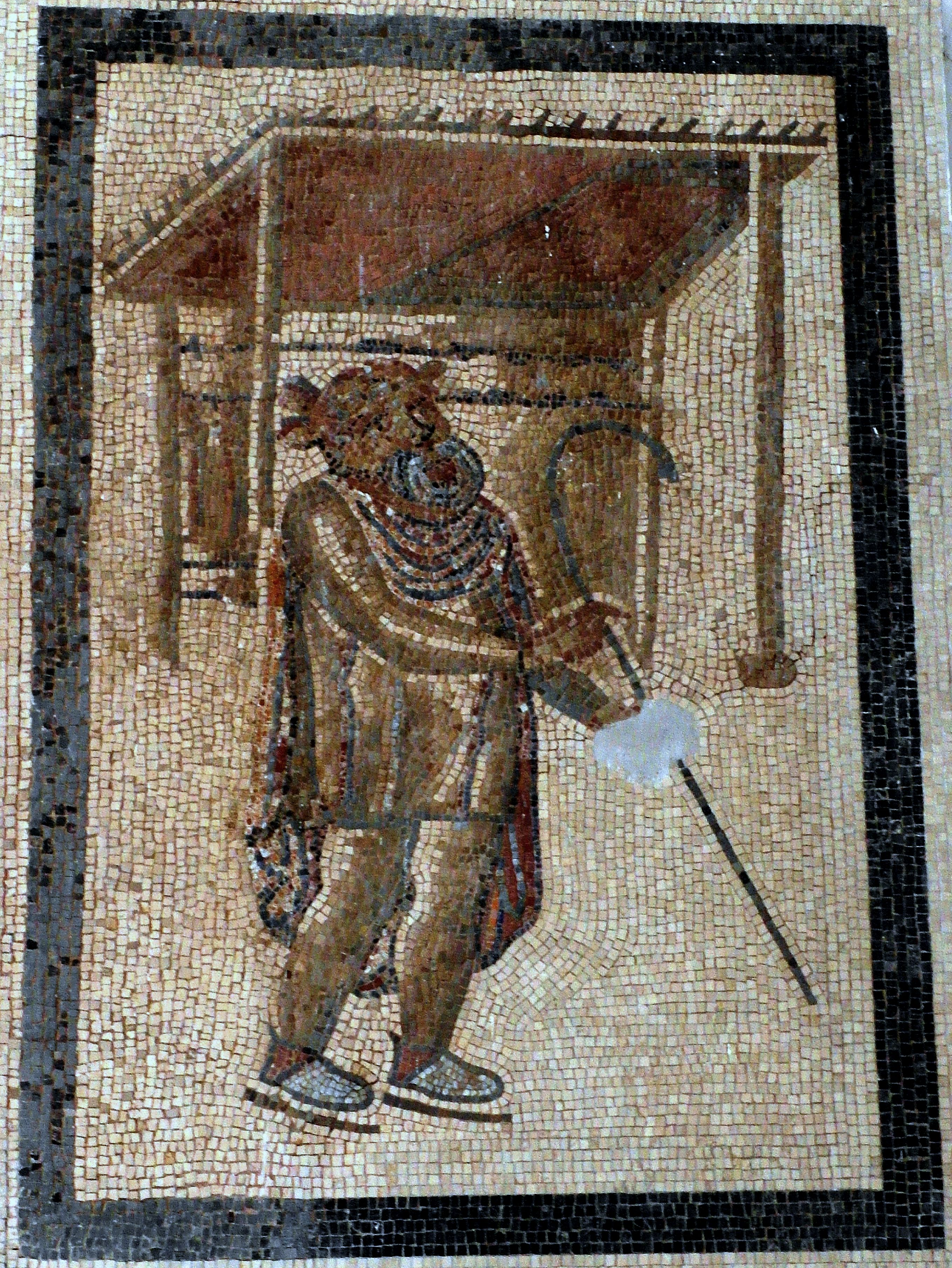
Aktor tragiczny, mozaika rzymska z II–III wieku n.e, Alcázar de los Reyes Cristianos, Kordoba

Od aktorów oczekuje się zwykle całego zestawu umiejętności, m.in. dobrej emisji głosu, dykcji, wyrazistości ruchu i mimiki, zdolności analizowania i rozumienia tekstu dramatycznego, zdolności wywoływania i odgrywania uczuć. Obecnie nie przykłada się specjalnej wagi do cech fizycznych, przestały obowiązywać kanony piękna (podlegające zresztą przemijającej modzie). Zwykle dobrzy aktorzy są wyszkoleni w śpiewie, tańcu, improwizacji, obserwacji i naśladowaniu, walce scenicznej i odgrywaniu tekstów klasycznych, posługiwaniu się dialektem i gwarą. Wielu aktorów bierze udział w długotrwałych kursach i uczęszcza do szkół pozwalających rozwinąć takie umiejętności. Szkoły te mają często bardzo różne filozofie i metodologie artystyczne.
Pionierzy nowoczesnej sztuki aktorskiej to m.in. Konstanty Stanisławski, Lee Strasberg, Uta Hagen, Stella Adler i Sanford Meisner.
W Polsce od 1961 odbywają się Kaliskie Spotkania Teatralne – Festiwal Sztuki Aktorskiej, konkurs aktorski organizowany przez Teatr im. Wojciecha Bogusławskiego w Kaliszu.

## Aktorstwo a płeć
W przeszłości pojęcie aktora ograniczało się jedynie do mężczyzn. W starożytności i średniowieczu uważano, że występowanie na scenie upadla kobietę. Dopiero w XVII w. zaprzeczyli temu Wenecjanie i kobiety zaczęły powszechnie brać udział w przedstawieniach. W czasach Szekspira role kobiet odgrywali mężczyźni i chłopcy, chociaż istnieją dowody na potajemne występowanie kobiet przebranych za mężczyzn.
Aktorki czasem występują w rolach młodych chłopców, ponieważ pod pewnymi względami chłopiec bardziej jest podobny do dorosłej kobiety niż dorosłego mężczyzny. W angielskich teatrach rola „Piotrusia Pana” jest tradycyjnie odtwarzana przez kobietę. Dorosły w roli dziecka występuje częściej w spektaklu niż w filmie. Wyjątkiem jest dubbing w filmach animowanych, gdzie głosy chłopców są zwykle zarezerwowane dla kobiet.
W Wenecji długą tradycję ma odgrywanie płci przeciwnej dla efektu komicznego. Większość komedii Szekspira zawiera elementy przebierania się. W filmowych rolach wymagających gry w roli kobiety wystąpili m.in. Wojciech Pokora (Poszukiwany, poszukiwana), Dustin Hoffman (Tootsie) i Robin Williams (Pani Doubtfire).